# Нальяновы
Нальяновы — дворянский род.
Происходит от Петра и Мансура Нальяновых, жалованных поместьями (1622).
Род внесён в VI часть дворянской родословной книги Ярославской губурнии.

## Описание герба
В щите, разделённом горизонтально надвое, в верхней половине, в золотом поле, изображены голубой крест и по сторонам его две розы натурального цвета. В нижней половине, в голубом поле, крестообразно положены две пальмовые ветви и два меча, остриём вверх, а на середине их означена городовая корона.
На щите дворянский коронованный шлем. Нашлемник: три страусовых пера. Щитодержатели: два чёрных орла. Намёт на щите золотой и серебряный, подложенный голубым.

## Известные представители
- Нальянов Василий Мансурович — московский дворянин (1658—1677).
- Нальянов Никита Кириллович — стряпчий (1676), стольник (1682—1692).
- Нальянов Андреян Кириллович — московский дворянин (1677—1692).
- Нальянов Абрам Кириллович — стряпчий (1692)[2].